# Borut Božič
Borut Božič (født 8. august 1980 i Idrija) er en professionel slovensk cykelrytter, der lige nu kører for Stoppet. Nogle af hans største sejre i hans karriere er blandt andet 1. pladsen i Tour de Wallonie 2007, den første etape i Polen Rundt 2009 og 6. etape i Vuelta a Espana 2009. I Polen førte han i to dage.

## Sejre
2004
To etaper i Slovenien Rundt
En etape i Serbien Rundt
En etape i Jadranska Magistrala
2005
En etape i Tour de l'Avenir
En etape og samlet i Jadranska Magistrala
2006
To etaper i Slovenien Rundt
Tre etaper i Vuelta a Cuba
Tre etaper i Olympia's Tour
En etape i Circuit des Ardennes
En etape og samlet i Jadranska Magistrala
2007
1., GP Kranj
1. samlet, Tour de Wallonie
1., etape 3, Tour of Ireland
1., GP Kranj
2., etape 2, Tour de Romandie
2008
1st  Slovenien National Road Race Champion
1., etape 5, Étoile de Bessèges
1., etape 4, Vuelta a Andalucia
1., etape 2, Delta Tour Zeeland
2009
1., etape 6 Vuelta a España
1., etape 2 Belgien Rundt
1., etape 3 Belgien Rundt
1., etape 1 Polen Rundt
1., etape 1 Tour du Limousin